# Louis Massabeau
Louis Massabeau, né le 26 janvier 1976 à Cahors, est un ancien joueur français de rugby à XV qui évoluait au poste de troisième ligne aile (1,90 m pour 95 kg).

## Biographie
Il a été capitaine de l'Aviron bayonnais durant la saison 2005-2006.
En novembre 2004, il est sélectionné avec les Barbarians français pour jouer contre l'Australie au stade Jean-Bouin à Paris. Les Baa-Baas s'inclinent 15 à 45. En juin 2008, il joue de nouveau avec les Barbarians français contre le Canada à Victoria. Les Baa-Baas l'emportent 17 à 7.
Il est en outre ingénieur en agriculture de l'école d'Ingénieurs de Purpan, où il a côtoyé Yannick Jauzion. Enfin, il est devenu arbitre au sein du comité Côte Basque-Landes.

## Carrière
- Jusqu'en 2002 : Stade toulousain
- Depuis 2002 : Aviron bayonnais
- Depuis 2009 : Stade hendayais

## Palmarès
- Finaliste du championnat de France de Pro D2 : 2004